# بول نيبكو
بول يوليوس غوتليب نيبكو (بالألمانية: Paul Julius Gottlieb Nipkow) (22 أغسطس 1860 - 24 أغسطس 1940) تقنيٌّ ومخترعٌ ألمانيٌّ. اخترع قرص نيبكو، الذي وضع أساس التلفزيون، لأن قرصه كان مكونًا أساسيًا في أجهزة التلفزيون الأولى. جربت مئات المحطات البث التلفزيوني باستخدام قرصه في عشرينيات وثلاثينيات القرن الماضي، حتى حلت محله جميع الأنظمة الإلكترونية في الأربعينيات.
سُميّت أول محطة تلفزيونية عامة في العالم، Fernsehsender Paul Nipkow [الإنجليزية]، تكريما له.

## البدايات
ولد نيبكو في مدينة لاونبورغ (الآن لوبورك) في مقاطعة بوميرانيا البروسية، التي أصبحت الآن جزءًا من بولندا. أثناء وجوده في المدرسة في Neustadt (الآن Wejherowo) المجاورة، في مقاطعة بروسيا الغربية، أجرى نيبكو تجارب في الهاتف ونقل الصور المتحركة. بعد التخرج، ذهب إلى برلين لدراسة العلوم. ودرس البصريات الفسيولوجية مع هرمان فون هلمهولتز، والفيزياء الكهربية مع أدولف سلابي.

## قرص نيبكو

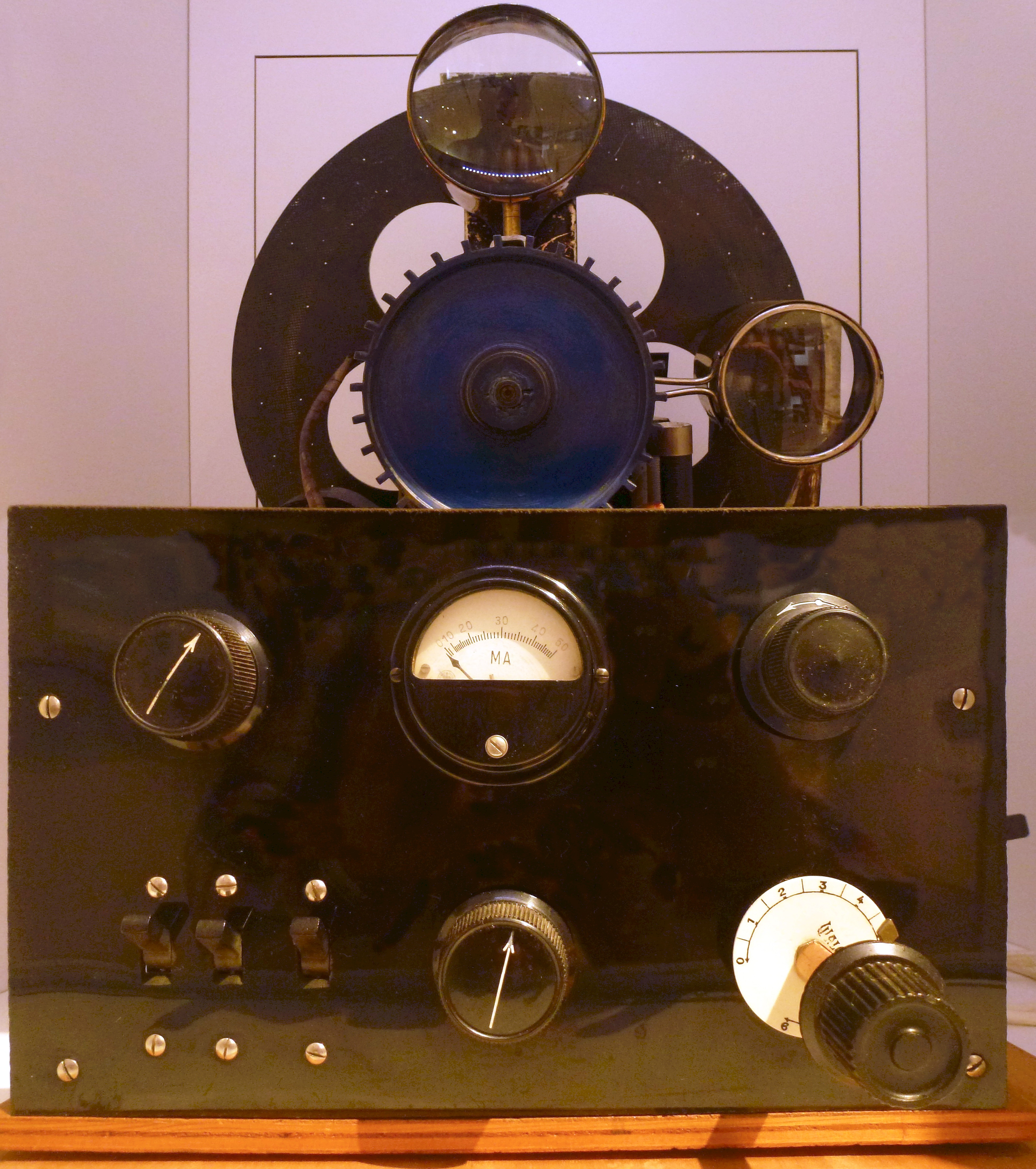
جهاز استقبال تلفزيون باستخدام قرص نيبكو في المتحف الوطني السويدي للعلوم والتكنولوجيا، ستوكهولم

ابتكر بينما كان لا يزال طالبًا، (قرص نيبكو)، لتقسيم الصورة إلى تسلسل خطي من النقاط. تذكر روايات اختراعه أن الفكرة خطرت له أثناء جلوسه بمفرده في المنزل ليلة عيد الميلاد عام 1883. أرسل ألكسندر بين صورًا تلغرافيًّا في أربعينيات القرن التاسع عشر، لكن قرص نيبكو حسّن عملية التشفير.
تقدم بطلب إلى مكتب براءات الاختراع الإمبراطوري في برلين للحصول على براءة اختراع تغطي «قرص نيبكو» من أجل «إعادة الإنتاج الكهربائي للأجسام المضيئة»، في فئة «الأجهزة الكهربائية». منح هذا في 15 يناير 1885، بأثر رجعي حتى 6 يناير 1884. ومن غير المعروف ما إذا كان نيبكو قد حاول يومًا تحقيقًا عمليًا لهذا القرص، ولكن قد يفترض المرء أنه لم يقم هو نفسه ببناء قرص واحد. انتهت براءة الاختراع بعد 15 عامًا بسبب عدم الاهتمام. تولى نيبكو منصب مصمم في معهد في برلين بوشلوه ولم يواصل العمل على بث الصور.

## روابط خارجية
- Works by or about Paul Gottlieb Nipkow
- «رؤية بالكهرباء» عالم الكهرباء، نيويورك، 14 نوفمبر 1885
- نظام التلفزيون لبول نيبكو نسخة محفوظة 5 ديسمبر 2012 at Archive.is
- "Une idée et son mythe : le disque de Nipkow " في Histoire de la télévision، حرر الموقع André Lange
- Newspaper clippings about Paul Gottlieb Nipkow